# Margarinotus scaber
Margarinotus scaber är en skalbaggsart som först beskrevs av Fabricius 1787.  Margarinotus scaber ingår i släktet Margarinotus och familjen stumpbaggar. Inga underarter finns listade i Catalogue of Life.